# Florian Myrtaj
Florian Myrtaj (ur. 15 września 1976 we Wlorze) – albański piłkarz grający na pozycji napastnika, reprezentant kraju. W reprezentacji rozegrał 25 meczów i strzelił 3 gole.